# Découpleur (biochimie)
En biochimie, un découpleur ou agent découplant est un composé capable de perturber la phosphorylation oxydative chez les procaryotes et les mitochondries, ou la photophosphorylation chez les chloroplastes et les cyanobactéries en dissociant les réactions de synthèse de l'ATP de la chaîne de transport d'électrons. Il en résulte que la cellule ou la  mitochondrie dépense de l'énergie pour générer une force proton-motrice, mais cette dernière est dissipée avant que l'ATP synthase ne puisse recapturer l'énergie et l'utiliser pour produire l'ATP. Les découpleurs sont capables de transporter les protons à travers les membranes mitochondriales et lipidiques. 

## Description
Les découpleurs classiques ont cinq propriétés :
1. la libération complète du contrôle respiratoire
2. la substitution de tous les processus couplés (synthèse d'ATP, transhydrogénation, flux d'électrons inverse (en), transport actif de cations, etc.) par un transport cyclique de protons médié par le découpleur
3. l'élimination de tous les gradients protoniques et cationiques générés à travers la membrane mitochondriale ou procaryote
4. pas de discrimination dans ces actions entre un site de couplage et un autre
5. pas de discrimination entre les processus couplés commandés par le transfert d'électrons et les processus couplés commandés par l'hydrolyse de l'ATP

On appelle « pseudo-découpleurs » les composés présentent une ou plusieurs de ces propriétés, mais pas toutes. Ils doivent donc être combinés avec un ou plusieurs autres pseudo-découpleurs pour obtenir un découplage complet.

## Découpleurs classiques
Les composés de cette liste sont connus pour être des découpleurs classiques, :
- 2,4-Dinitrophénol (DNP)
- 2,5-Dinitrophénol
- 1799 (α,α′-bis(hexafluoracetonyl)acetone)
- Acide flufénamique
- (+)-Acide usnique
- BAM15, N5,N6-bis(2-fluorophényl)-[1,2,5]oxadiazolo[3,4-b]pyrazine-5,6-diamine
- 2-tert-Butyl-4,6-dinitrophénol (Dinoterb)
- 6-sec-Butyl-2,4-dinitrophénol (Dinoseb)
- C4R1 (dérivé de la rhodamine 19 à chaîne alkyle courte)
- Carbonylcyanure phénylhydrazone (CCP)
- Carbonylcyanure m-chlorophénylhydrazone (CCCP)
- Carbonylcyanure p-trifluorométhoxyphénylhydrazone (FCCP)
- CDE (4β-cinnamoyloxy,1β,3α-dihydroxyeudesm-7,8-ène)
- CZ5
- Désaspidine
- Dicoumarol
- Dinitro-ortho-cresol (DNOC)
- Ellipticine
- Endosidine 9 (ES9)
- mitoFluo (bromure de 10-[2-(3-hydroxy-6-oxo-xanthen-9-yl)benzoyl]oxydécyl-triphenyl-phosphonium)
- Niclosamide éthanolamine (NEN)
- Ppc-1 (métabolite secondaire produit par Polysphondylium pseudocandidum)
- Pentachlorophénol (PCP)[Note 1]
- Perfluorotriéthylcarbinol
- Pyrrolomycine C
- S-13 (5-chloro-3-t-butyl-2′-chloro-4′-nitrosalicylanilide)
- SF 6847 (3,5-di-t-butyl-4-hydroxybenzylidinemalononitrile)
- Triclosan (Trichloro-2'-hydroxydiphényléther)
- TTFB (4,5,6,7-tetrachloro-2-trifluoromethylbenzimidazole)
- Tyrphostine A9 (SF-6847) (AG17)
- XCT-790

## Pseudo-découpleurs
Les composés de cette liste sont connus pour être des pseudo-découpleurs :
- Acides gras à longue chaîne, tels que l'acide linoléique
- Acide picrique (2,4,6-trinitrophénol)
- Arséniate
- Azotures
- Biguanides
- Bupivacaïne
- Chlorure de tétraphénylphosphonium
- Calcimycine (A23187)
- Dodécyltriphénylphosphonium (C12TPP)
- Lasalocide (X537A)
- MitoQ10
- Nigéricine
- SR4 (1,3-bis(dichlorophényl)urée 13)
- Tétraphénylborate de sodium
- Valinomycine